# Компендіум соціального вчення Церкви
Компендіум соціального вчення Церкви, компендіум Соціальної доктрини Церкви — збірник соціального вчення Церкви опублікований у 2004 році Папською Радою Справедливості і Миру на прохання Івана Павла II. Католицька соціальна доктрина стосується тих «питань, що стосуються життя в суспільстві», і цей збірник прагне представити «точний, повний огляд».

## Історія
Цей компендіум був поданий Ренато Мартіно 2 квітня 2004 р., де меморіал Франциска Паоли. Він зазначив, що цьому документові передували Laborem Exercens, Sollicitudo Rei Socialis і Centesimus Annus, де Іван Павло II виклав соціальне вчення церкви. Папа мав на меті скласти всі вчення церкви про суспільство, тому Папська Рада Справедливості і Миру написала до нього «Компендіум соціального вчення Церкви», кого назвали «майстром соціальної доктрини та євангельським свідком справедливості й миру».

## Зміст
Обсяг цього компендіуму становить 315 сторінок (з трьох частин, і дванадцяти розділів), не рахуючи змісту й вступу, передмови від кардинала Анджело Содано, індекса посилань, вичерпного аналітичного покажчика на 141-й сторінці за алфавітом (на скорочення до книг Біблії та щодо офіційних церковних документів), висновку.
Зокрема, збірник стосується питань про божественне провидіння, Церкву як місію Ісуса Христа та її соціальної доктрини, про людину та права людини, сім'ю в суспільстві, людську працю та економіку, політичні та міжнародні спільноти, навколишнє середовище; щодо сприяння мирові, душпастирським діям та діяльності мирян.
Висновок має назву: «За цивілізацію любові».